# 陳經 (嘉靖進士)
陳經（1506年—？），字汝濟，直隸涿鹿左衛人，旗籍，明朝政治人物。

## 生平
嘉靖四年（1525年）乙酉科順天府鄉試第四名舉人。嘉靖二十九年（1550年）中式庚戌科會試第九十八名，三甲第七十四名進士。官至辰州府知府。

## 家族
曾祖陳景春；祖父陳信；父陳松，壽官。母龔氏。永感下。弟綸。